# Auckland
Auckland —en maorí: Ta-maki Makau Rau o Ākarana— es la ciudad más grande de Nueva Zelanda situada en la Isla Norte. El área metropolitana de Auckland o Gran Auckland —conocida en inglés como Auckland metropolitan area o Greater Auckland— es la mayor del país, así como el mayor núcleo de población del sur del Pacífico, contando con más de 1 470 100 habitantes (junio de 2020), más de una cuarta parte de la población del país, y con un crecimiento mayor que el del resto del estado. Aunque Wellington es la capital de Nueva Zelanda, Auckland es la ciudad más poblada y, de hecho, la capital económica del país. Auckland es a su vez la capital de la región homónima.
En sí misma, es una conurbación formada por la propia ciudad de Auckland, o Auckland City, (excluyendo las islas del golfo de Hauraki), North Shore City y las partes urbanas de las ciudades de Waitakere, Manukau y los distritos de Papakura, Rodney y Franklin.
Auckland se encuentra entre el golfo de Hauraki y el océano Pacífico al este, la cordillera Hunua al sureste, el puerto de Manukau al suroeste y la cordillera Waitakere y menores cordilleras al oeste y noroeste. La parte central de la zona urbana ocupa un estrecho istmo situado entre el puerto de Manukau, abierto al mar de Tasmania, al oeste y el de Waitemata, que se abre al golfo de Hauraki del océano Pacífico, al este. Es una de las pocas ciudades del mundo que dispone de dos puertos en dos cuerpos de agua distintos. Al norte se encuentra la península de Whangaparaoa y al sur las Bombay Hills.
Es la sede de la Confederación de Fútbol de Oceanía.

## Historia

### El nacimiento de Auckland

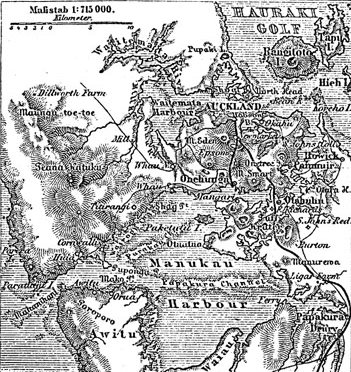
Mapa germano de Auckland de 1888.

Los primeros asentamientos en la zona fueron en 1350 y fue valorada por su riqueza y fertilidad. Se crearon varios pā (pueblos fortificados) en las cimas volcánicas, principalmente. La población Māori en aquella área era de unos 20 000 habitantes antes de la llegada de los europeos. La posterior introducción de armas de fuego, que comenzó en la Isla del Norte, provocó guerras inter-tribales causando iwis, quienes, a falta de armas, buscaron refugio en áreas menos expuestas a la costa. Como resultado, la región tuvo un número relativamente bajo de nativos māoríes cuando comenzó el asentamiento europeo en Nueva Zelanda. Sin embargo, no hay ninguna evidencia de que ello resultara de una política deliberada de los europeos.
Tras la firma del Tratado de Waitangi, a principios de 1840, el nuevo gobernador de la colonia, William Hobson, eligió el área para la formación de la nueva capital de la colonia. Por un momento, Port Nicholson (actual Wellington) fue vista como una opción más adecuada como capital administrativa del territorio por su proximidad a la Isla Sur, que había sido asentada más rápidamente. Pese a ello, Auckland se convirtió
en la capital y principal ciudad de la provincia de Auckland hasta la abolición del sistema provincial en 1876. Para la celebración del evento, se organizó una regata de veleros, una tradición que sigue festejándose en la actualidad en el día del aniversario de Auckland, a finales de enero. Hobson eligió el nombre de la ciudad en honor de George Eden, primer duque de Auckland, protector y amigo de Hobson y que le concedió la misión de las Indias. Auckland sería capital de Nueva Zelanda durante los siguientes 25 años, para pasar después ese honor a Wellington.

## Entidades territoriales
El área metropolitana de Auckland comprende cinco entidades territoriales diferentes. Se trata de las ciudades de North Shore al norte, Waitakere al oeste, la ciudad de Auckland propiamente dicha en el centro, y Manukau, así como el distrito de Papakura, ambos al sur.
Todas estas entidades territoriales pertenecen a la región de Auckland, constituyendo la mayor parte de dicha región. Solo se considera que no pertenecen al área metropolitana de Auckland el distrito de Rodney al norte y la mitad del distrito de Franklin al sur (la otra mitad del distrito de Franklin está situada en la región de Waikato).

## Geografía

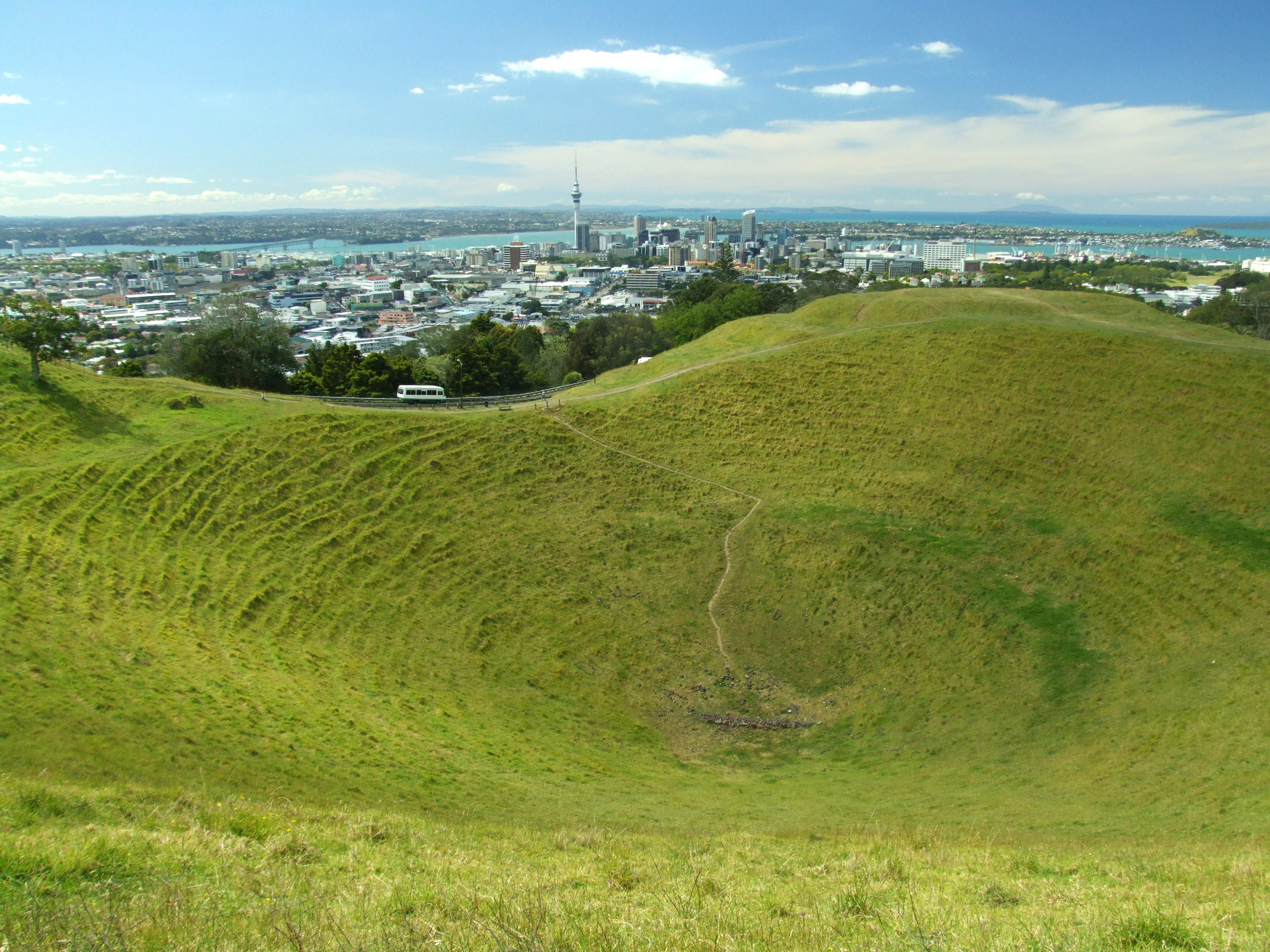
Auckland desde el cráter volcánico del monte Eden.

La ciudad y región de Auckland yace sobre un istmo y se esparce bordeando las numerosas bahías y característicos puertos, vitales en su economía local. A escasos 300 km de la punta norte de la isla del Norte, la ciudad está completamente situada en colinas y restos de erupción de 48 volcanes que originaron el istmo hace aproximadamente 50 000 años. La corteza terrestre entre los puertos Waitemata y Manukau es sumamente ligera y cada miles de años el magma brota por las fisuras del exterior para dar lugar a nuevos volcanes. La isla de Rangitoto fue originada por este proceso 600 años atrás.

### Volcanes

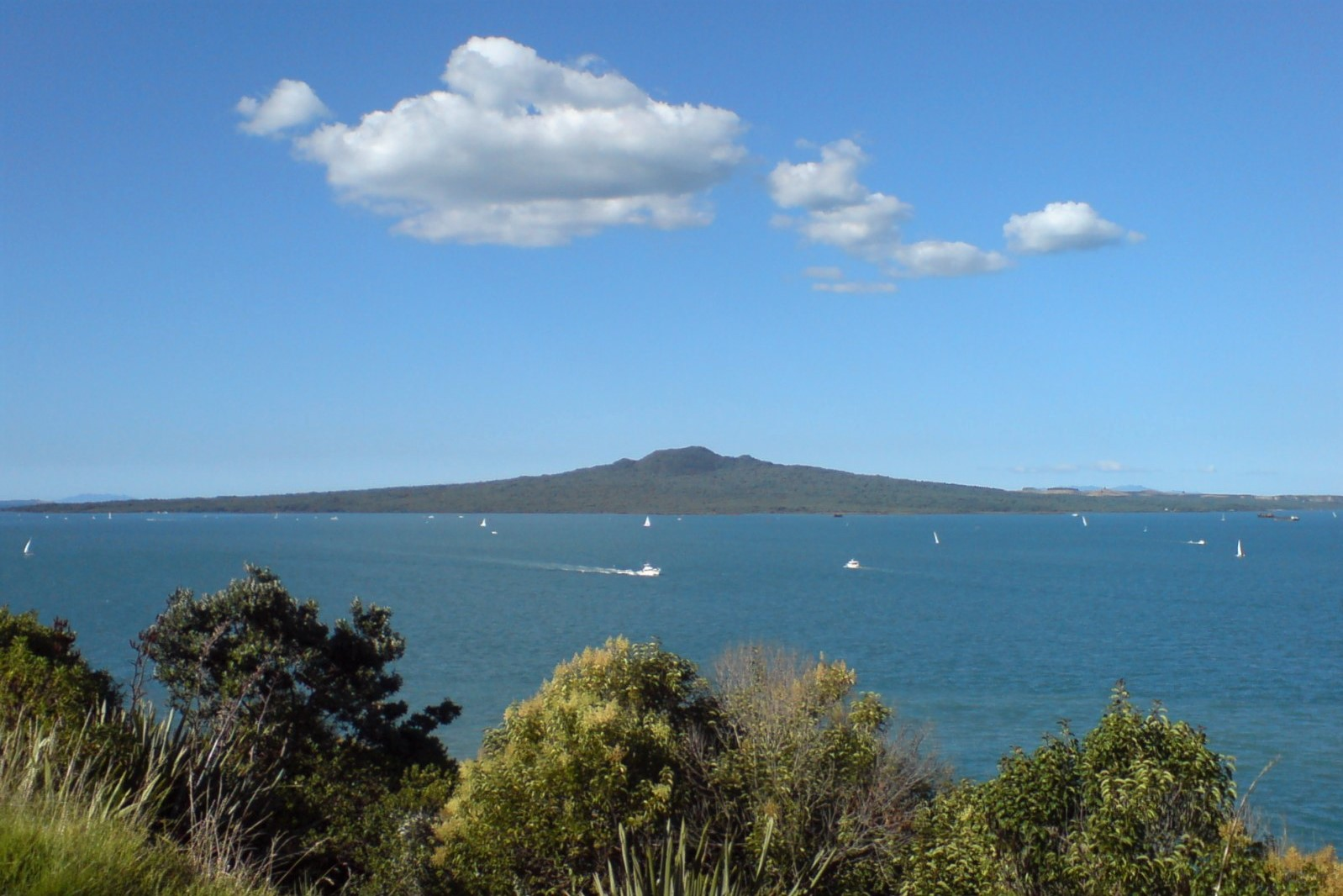
Isla de Rangitoto desde North Head.

Auckland está construida entre y sobre los volcanes del campo volcánico de Auckland, de los cuales hay unos 48, algunos toman forma de conos, lagos, estanques, islas y depresiones. Todos los volcanes están extinguidos aunque el campo en el que están situados solamente está dormido. El más reciente y el más grande de todos ellos es la isla de Rangitoto que se formó hace menos de 1000 años. Su tamaño, simetría y la posición que guarda la entrada al puerto de Waitemata y su visibilidad desde muchas partes de la región lo hacen el rasgo natural más reconocible de Auckland.
A poco más de 200 kilómetros de Auckland se encuentra la ciudad de Rotorua, la región con mayor actividad geotérmica del país. Su peculiaridad es que está rodeada por doce lagos y múltiples volcanes. La península de Coromandel queda a 55 km y fue declarado parque forestal. La región es muy variada, ya que en ella existen volcanes, selvas y bellas playas muy populares entre los surfistas.

### Puertos y golfos

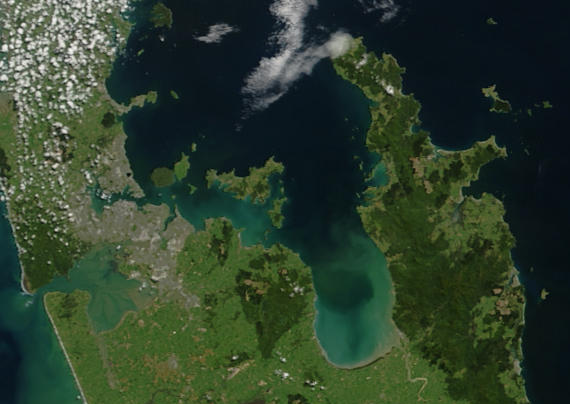
Auckland a la izquierda, el golfo Hauraki en el centro y la península de Coromandel a la derecha.

Auckland se extiende en torno a un istmo, de menos de dos kilómetros de ancho en su punto más estrecho, entre Mangere Inlet y el río Tamaki. Hay dos puertos en el área urbana de Auckland bordeando este istmo: el de Waitemata al norte, que se abre al este hacia el golfo de Hauraki y es el acceso principal a Auckland vía marítima, y el de Manukau al sur, que se abre al oeste hacia el mar de Tasmania y que tiene el honor de ser el segundo puerto natural más grande de toda Nueva Zelanda.
La ciudad consta de dos puertos marítimos comerciales. El puerto de Auckland, que reposa en pleno centro de la ciudad, en Waitemata Harbour, proporciona enlaces a 160 puertos en 73 países, convirtiéndose en el centro marítimo de Nueva Zelanda. El segundo en importancia es el puerto de Onehunga, situado en la parte sur de Auckland.
Los puentes juegan un papel fundamental ante este panorama geográfico tan particular. El puente de Auckland (Auckland Harbour Bridge) es el más importante gracias a los 1020 metros de longitud que atraviesan el puerto de Waitemata. Upper Harbour Bridge y Mangere Bridge cruzan los puertos de Waitemata y Manukau, respectivamente.
Varias islas del golfo de Hauraki son administradas como parte de la ciudad de Auckland, aunque estas no forman parte del área metropolitana. Partes de la isla Waiheke, por ejemplo, funciona de hecho como suburbios de Auckland, mientras que otras islas más pequeñas próximas a Auckland son catalogadas como espacios abiertos recreacionales.

## Clima
El clima de la ciudad es templado oceánico, con veranos suaves e inviernos frescos. La temperatura media en el mes más cálido, febrero, es de 20 °C, mientras que en julio, el más frío, es de 11 °C. La temperatura más alta hasta la fecha fue de 30,5 °C, mientras que la más baja se registró en -2,5 °C. Las precipitaciones son frecuentes durante todo el año (más de 1000 mm al año), siendo especialmente abundantes en invierno, aunque no existe una estación seca. La única nevada registrada en la ciudad se produjo el 27 de julio de 1939. Auckland es, además, una de las ciudades más soleadas del país, con 2060 horas de sol al año.
El Ministerio de Medio Ambiente de Nueva Zelanda, elaboró un informe sobre las consecuencias del cambio climático en la región de Auckland. Como en la mayoría de las zonas del planeta, dicho cambio se dejaría notar en alteraciones en la temperatura media, subidas de nivel del mar y en las precipitaciones, aunque en menor medida estas últimas. Los científicos neozelandeses estiman que Auckland se verá afectada por una subida de 3 °C en los próximos 70-100 años, mientras que en el último siglo la temperatura media en el país solo aumentó 0,7 °C. El riesgo de inundaciones se puede incrementar un 4 % en el año 2070. Y es que la sociedad neozelandesa ha experimentado recientes fenómenos meteorológicos extremos como las sequías de Marlborough y Canterbury o el ciclón Bola.
Sin embargo, estos drásticos cambios pueden traer consigo, incluso, algunos beneficios para la agricultura, por ejemplo, como mejores condiciones para el crecimiento de las cosechas y los pastos, aunque sería necesario el empleo de fertilizantes.
| Parámetros climáticos promedio de Auckland (1981–2010) | Parámetros climáticos promedio de Auckland (1981–2010) | Parámetros climáticos promedio de Auckland (1981–2010) | Parámetros climáticos promedio de Auckland (1981–2010) | Parámetros climáticos promedio de Auckland (1981–2010) | Parámetros climáticos promedio de Auckland (1981–2010) | Parámetros climáticos promedio de Auckland (1981–2010) | Parámetros climáticos promedio de Auckland (1981–2010) | Parámetros climáticos promedio de Auckland (1981–2010) | Parámetros climáticos promedio de Auckland (1981–2010) | Parámetros climáticos promedio de Auckland (1981–2010) | Parámetros climáticos promedio de Auckland (1981–2010) | Parámetros climáticos promedio de Auckland (1981–2010) | Parámetros climáticos promedio de Auckland (1981–2010) |
| Mes                                                    | Ene.                                                   | Feb.                                                   | Mar.                                                   | Abr.                                                   | May.                                                   | Jun.                                                   | Jul.                                                   | Ago.                                                   | Sep.                                                   | Oct.                                                   | Nov.                                                   | Dic.                                                   | Anual                                                  |
| ------------------------------------------------------ | ------------------------------------------------------ | ------------------------------------------------------ | ------------------------------------------------------ | ------------------------------------------------------ | ------------------------------------------------------ | ------------------------------------------------------ | ------------------------------------------------------ | ------------------------------------------------------ | ------------------------------------------------------ | ------------------------------------------------------ | ------------------------------------------------------ | ------------------------------------------------------ | ------------------------------------------------------ |
| Temp. máx. abs. (°C)                                   | 30.0                                                   | 31.0                                                   | 30.0                                                   | 26.0                                                   | 25.0                                                   | 24.0                                                   | 19.0                                                   | 21.0                                                   | 22.0                                                   | 24.0                                                   | 25.9                                                   | 28.0                                                   | 31.0                                                   |
| Temp. máx. media (°C)                                  | 23.1                                                   | 23.7                                                   | 22.4                                                   | 20.1                                                   | 17.7                                                   | 15.5                                                   | 14.7                                                   | 15.1                                                   | 16.5                                                   | 17.8                                                   | 19.5                                                   | 21.6                                                   | 19.0                                                   |
| Temp. media (°C)                                       | 19.1                                                   | 19.7                                                   | 18.4                                                   | 16.1                                                   | 14.0                                                   | 11.8                                                   | 10.9                                                   | 11.3                                                   | 12.7                                                   | 14.2                                                   | 15.7                                                   | 17.8                                                   | 15.1                                                   |
| Temp. mín. media (°C)                                  | 15.2                                                   | 15.8                                                   | 14.4                                                   | 12.1                                                   | 10.3                                                   | 8.1                                                    | 7.1                                                    | 7.5                                                    | 8.9                                                    | 10.4                                                   | 12.0                                                   | 14.0                                                   | 11.3                                                   |
| Temp. mín. abs. (°C)                                   | 5.6                                                    | 8.7                                                    | 6.6                                                    | 3.9                                                    | 0.9                                                    | −1.1                                                   | −3.9                                                   | −1.7                                                   | 1.7                                                    | −0.6                                                   | 4.4                                                    | 7.0                                                    | −3.9                                                   |
| Precipitación total (mm)                               | 73.3                                                   | 66.1                                                   | 87.3                                                   | 99.4                                                   | 112.6                                                  | 126.4                                                  | 145.1                                                  | 118.4                                                  | 105.1                                                  | 100.2                                                  | 85.8                                                   | 92.8                                                   | 1212.4                                                 |
| Días de precipitaciones (≥ 1.0 mm)                     | 8.0                                                    | 7.1                                                    | 8.4                                                    | 10.6                                                   | 12.0                                                   | 14.8                                                   | 16.0                                                   | 14.9                                                   | 12.8                                                   | 12.0                                                   | 10.3                                                   | 9.3                                                    | 136.1                                                  |
| Horas de sol                                           | 228.8                                                  | 194.9                                                  | 189.2                                                  | 157.3                                                  | 139.8                                                  | 110.3                                                  | 128.1                                                  | 142.9                                                  | 148.6                                                  | 178.1                                                  | 188.1                                                  | 197.2                                                  | 2003.1                                                 |
| Humedad relativa (%)                                   | 79.3                                                   | 79.8                                                   | 80.3                                                   | 83.0                                                   | 85.8                                                   | 89.8                                                   | 88.9                                                   | 86.2                                                   | 81.3                                                   | 78.5                                                   | 77.2                                                   | 77.6                                                   | 82.3                                                   |
| Fuente: NIWA Science climate data                      |                                                        |                                                        |                                                        |                                                        |                                                        |                                                        |                                                        |                                                        |                                                        |                                                        |                                                        |                                                        |                                                        |

## Demografía
La mayoría de los habitantes son de origen europeo (aproximadamente un 60 %), predominantemente de origen británico, pero también hay importantes comunidades maoríes y de las islas del Pacífico. De hecho, Auckland es la ciudad con más habitantes polinesios del mundo. También existen importantes comunidades de asiáticos (fundamentalmente chinos), debido a las altas tasas de emigración a Nueva Zelanda, que desembocan principalmente en Auckland.
La siguiente tabla muestra el perfil étnico de la población de Auckland, realizado a partir de los censos de Statistics New Zealand neozelandés en 2001 y 2006. El censo de 2006 hace referencia a la región de Auckland, no al área urbana. El considerable descenso del porcentaje europeo entre ambos censos se debe a que muchos de estos europeos eligieron definirse ellos mismos como neozelandeses propios en el último censo mostrado. También, el censo de 2006 refleja que 867 825 personas de la región de Auckland hablan un solo idioma, mientras que 274 863 hablan dos lenguas y 57 051 habitantes hablan tres o más idiomas.
| Origen étnico                          | % (2001) | Habitantes (2001) | % (2006) | Habitantes (2006) |
| -------------------------------------- | -------- | ----------------- | -------- | ----------------- |
| Europa                                 | 66,9     | 684 237           | 56,5     | 698 622           |
| Islas del pacífico                     | 14,9     | 152 508           | 14,4     | 177 936           |
| Asia                                   | 14,6     | 149 121           | 18,9     | 234 222           |
| Maorí                                  | 11,5     | 117 513           | 11,1     | 137 133           |
| Oriente Medio, América Latina y África | n/d      | n/d               | 1,5      | 18 555            |
| Otros                                  | 1,3      | 13 455            | 0,1      | 648               |
| Nueva Zelanda                          | n/d      | n/d               | 8,0      | 99 258            |
| Total                                  |          | 1 022 616         |          | 1 237 239         |

### Religión
En cuanto a la religión, más de la mitad de los habitantes de la ciudad profesan el cristianismo (como la mayoría del país), aunque menos del 10 % acude regularmente a la iglesia, y casi el 40 % asegura no profesar ninguna religión —según el censo de 2001—. Las denominaciones principales de los aucklandeses son católicos, anglicanos y presbiterianos. Los pentecostalistas y carismáticos son los grupos que más están creciendo en la ciudad. Las minorías inmigrantes profesan otro tipo de religiones, por lo que el 10 % se identifica como budistas, hinduistas, musulmanes o sijs, aunque no hay datos sobre estos. También hay una comunidad judía muy asentada desde hace años en Auckland.

## Economía

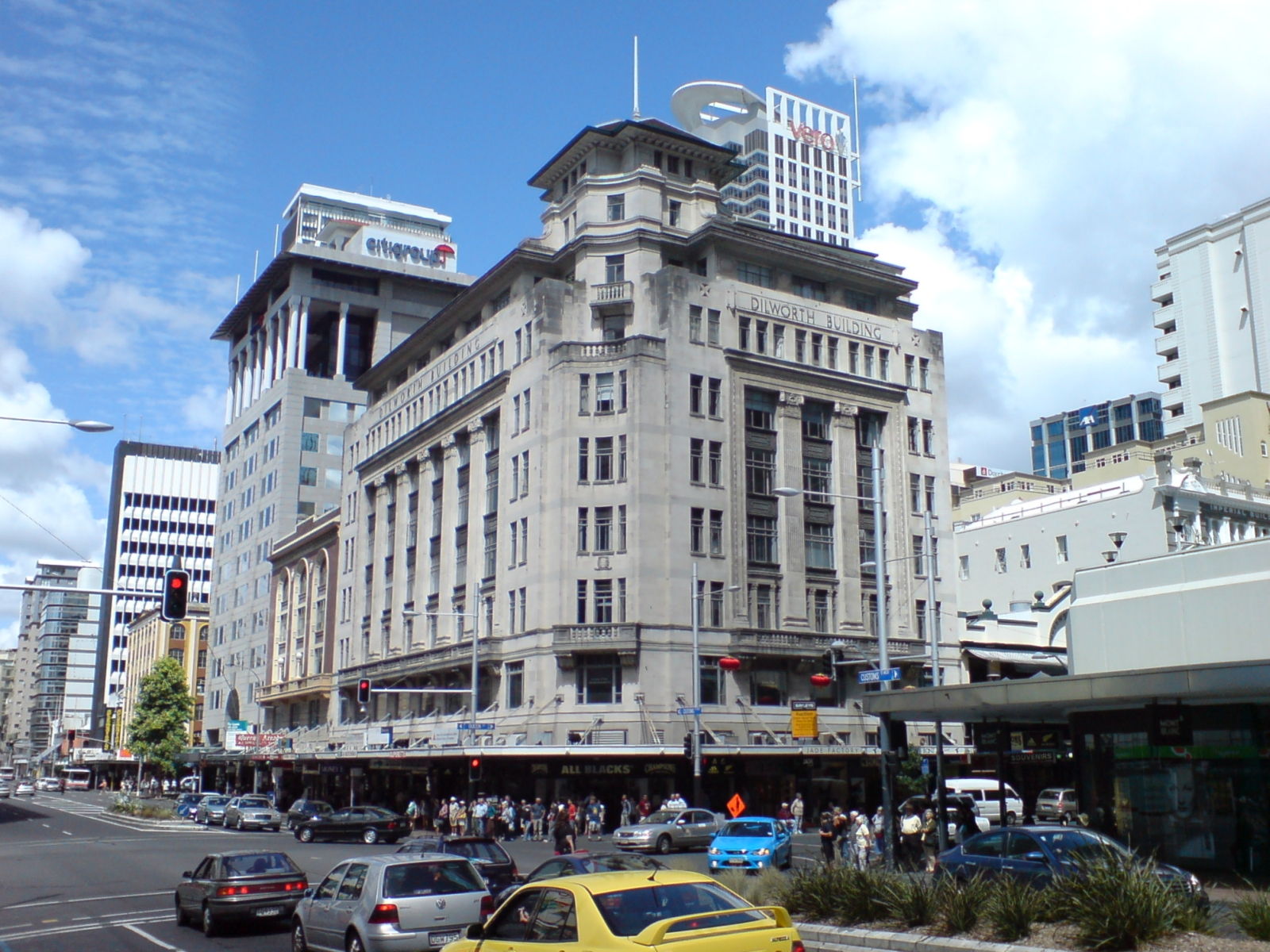
Dilworth Building en Queen Street, en el centro financiero de Auckland.

La mayoría de las grandes corporaciones internacionales tienen oficinas en Auckland, ya que es vista como la capital económica del país. Las zonas más caras donde las sociedades deciden asentarse es el Auckland CBD, el corazón financiero de la ciudad. Más concretamente entre Queen Street y el Viaduct Basin. Una gran cantidad de trabajadores desempeñan sus empleos en la zona industrial de South Auckland. Esta es una de las áreas industriales y comerciales más grandes del Gran Auckland, junto a la parte más occidental de Manukau City, bordeando Manukau Harbour y el estuario del Tamaki River.
El estatus de la ciudad como centro más importante del comercio en todo el territorio se reflejan en los ingresos de la clase media-alta —por trabajador y año—, que es de 44 304 dólares neozelandeses en 2005, resultando mejor pagados los empleos situados en el CBD. Un estudio realizado en 2001 reveló que los ingresos del personal de clase media y mayor de 15 años era de 22 300 dólares neozelandeses detrás solo de North Shore City —que precisamente forma parte del área del Gran Auckland— y Wellington. Muchas empresas han comenzado a trasladar sus oficinas a zonas periféricas de la gran urbe, descongestionando así el CBD. Takapuna o Albany, ambos suburbios en North Shore City, son los emplazamientos elegidos por dichas compañías.

## Cultura
Auckland es tierra de diversas culturas, además de ser una mezcla colorida de las culturas europeas, maorís, polinesias y asiáticas. Auckland tiene la mayor población polinesia de todo el mundo, y la proporción más alta de gente de origen asiático del resto de Nueva Zelanda. Grupos étnicos de todos los rincones del planeta tienen presencia en Auckland, haciendo de ella la ciudad más cosmopolita del país.

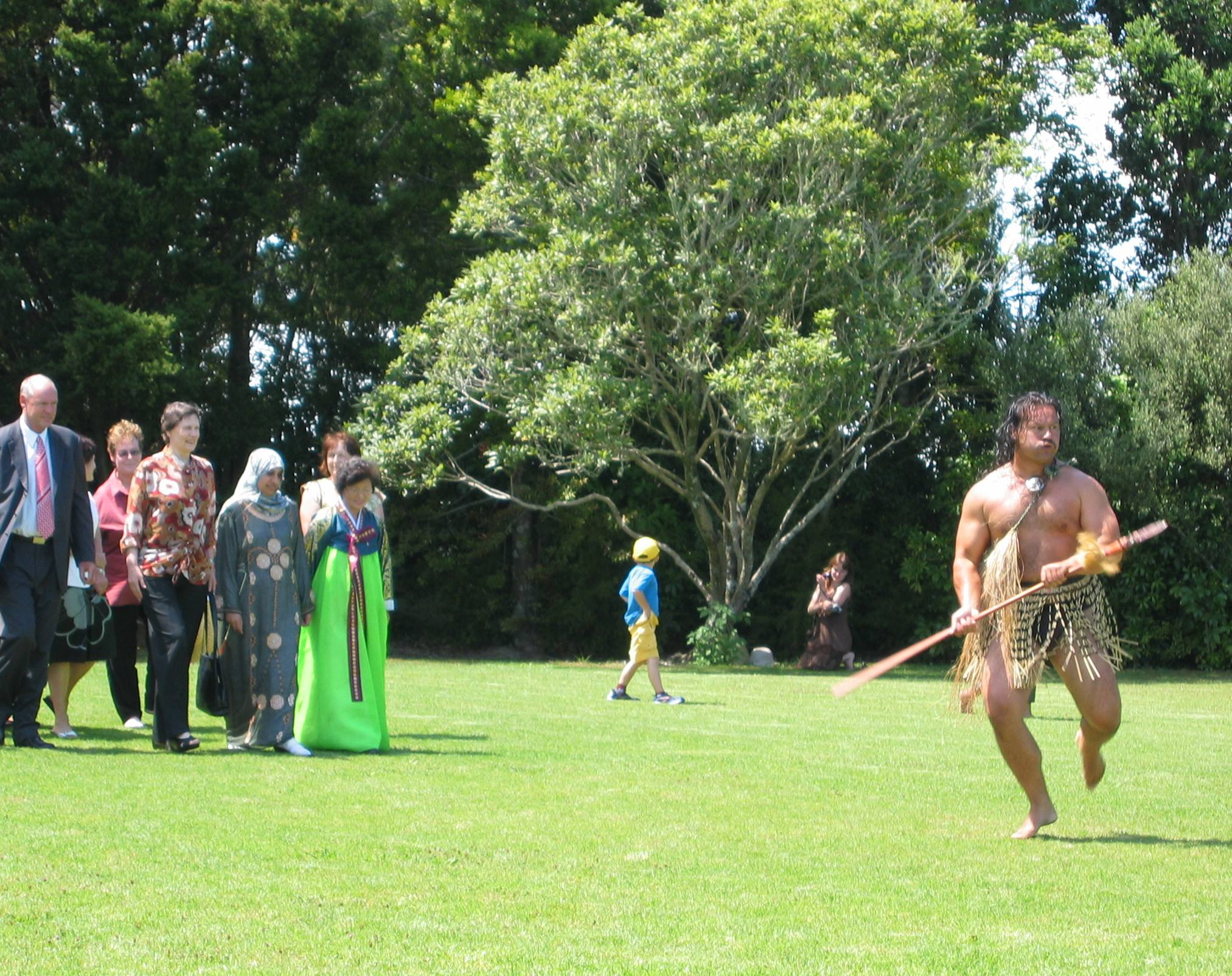
La primera ministra Helen Clark recibiendo la bienvenida en un marae de Auckland.

El panorama cultural de Auckland ha crecido considerablemente durante los últimos años, favorecido, en gran parte, por el éxito de la trilogía de El Señor de los Anillos, ya que algunas de sus escenas fueron rodadas a las afueras de Auckland. Uno de los epicentros más importantes de la escena cultural aucklandesa es The Edge, una conglomeración de edificios en las cercanías de los cruces de Queen Street, Wellesley Street, Albert Street y Mayoral Drive.
De gran aceptación por la población local son los sábados en Karangahape Road, donde existen multitud de tiendas, mercados de alimentación y de artesanía típica maorí y polinesia. También hay varios mercadillos típicos del Pacífico por toda la ciudad.

### Artes
La oferta cultural de la ciudad es muy amplia, con gran cantidad de actos orientados a la familia. Entre los acontecimientos anuales en Auckland destacan Opera in the Park, un concierto que se celebra en febrero en el Auckland Domain. Los nativos polinesios tienen su propio día con el Pasifika Festival, una celebración típica de su cultura que tiene lugar en el Western Springs, durante el mes de marzo. Christmas in the Park es el concierto de Navidad que se celebra, también, en Auckland Domain.

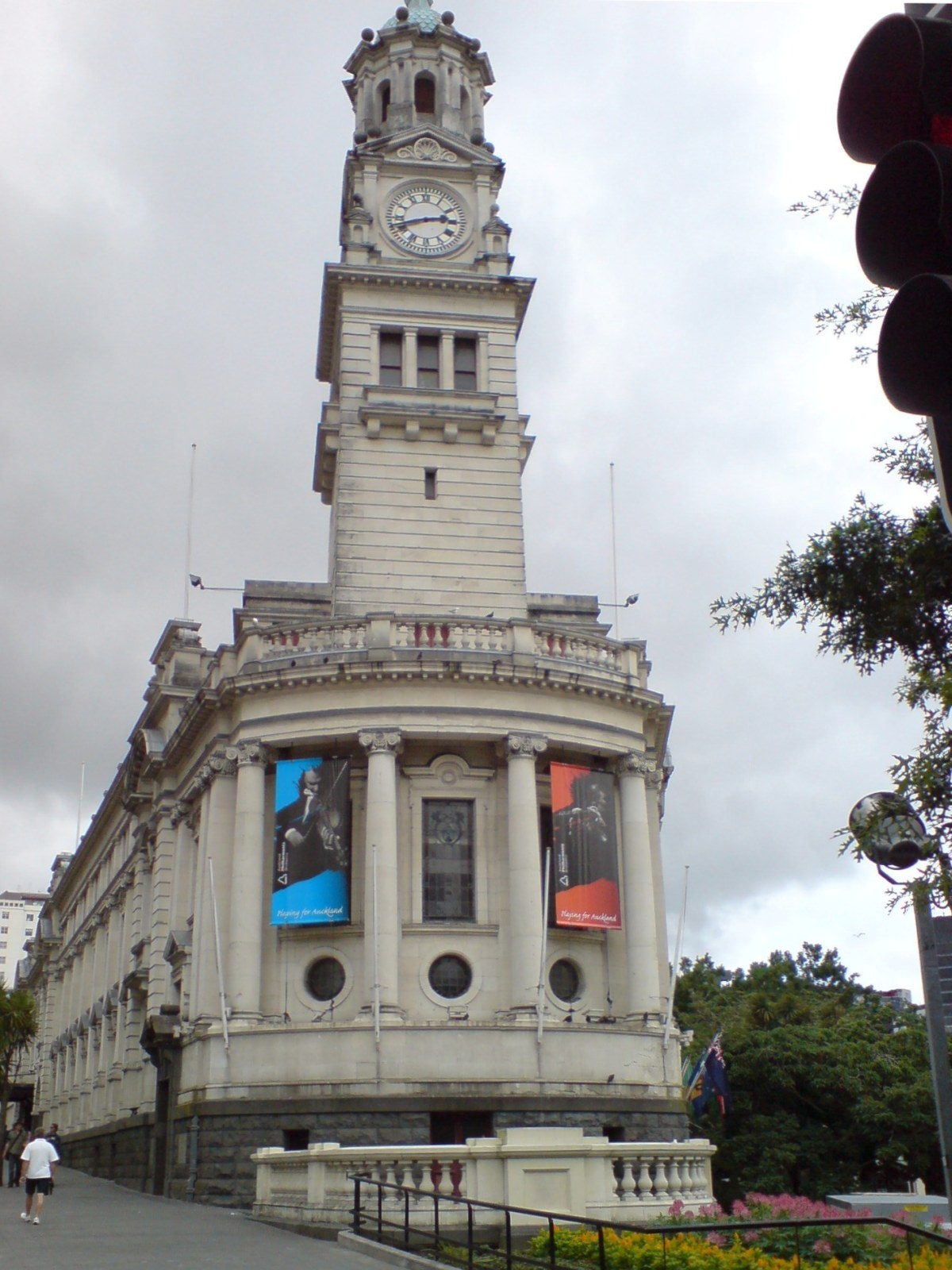
El Auditorio Auckland Town Hall.

Tanto la New Zealand Symphony Orchestra como la Royal New Zealand Ballet Company, pese a tener su sede en Wellington, suelen ofrecer sus espectáculos en Auckland con cierta asiduidad. Generalmente tienen lugar en el auditorio Town Hall o en el teatro Aotea Centre. También en el Town Hall es donde la filarmónica local Auckland Philharmonia realiza sus espectáculos de música clásica, ópera y ballet. El anteriormente citado Aotea Centre es el teatro principal de la ciudad y cuenta con distintos auditorios. Otro teatro notable de Auckland es el Civic Theatre, entre Queen Street y Wellesley Street West, recientemente reformado. La oferta teatral se culmina con el Sky City Theatre, donde se realizan actuaciones y conciertos de rock, baile, teatro y otros espectáculos, y con el Dolphin Theatre.

### Estilo de vida
Los aspectos positivos en la vida de Auckland son su clima suave, abundante empleo y oportunidades educativas, y sus numerosas instalaciones destinadas al ocio y diversión. Mientras tanto, los problemas de tráfico (comparado con otras ciudades del país), y los aumentos en los precios de las viviendas son los aspectos negativos más citados por la mayoría de los ciudadanos de Auckland.[cita requerida] Sin embargo, Auckland está actualmente situado en la tercera posición en la lista de las 55 ciudades con mejor calidad de vida del mundo. En cuanto a la lista del UBS AG de las ciudades más ricas del mundo, Auckland estaba situado en la 23ª en 2006.

### Parques y naturaleza

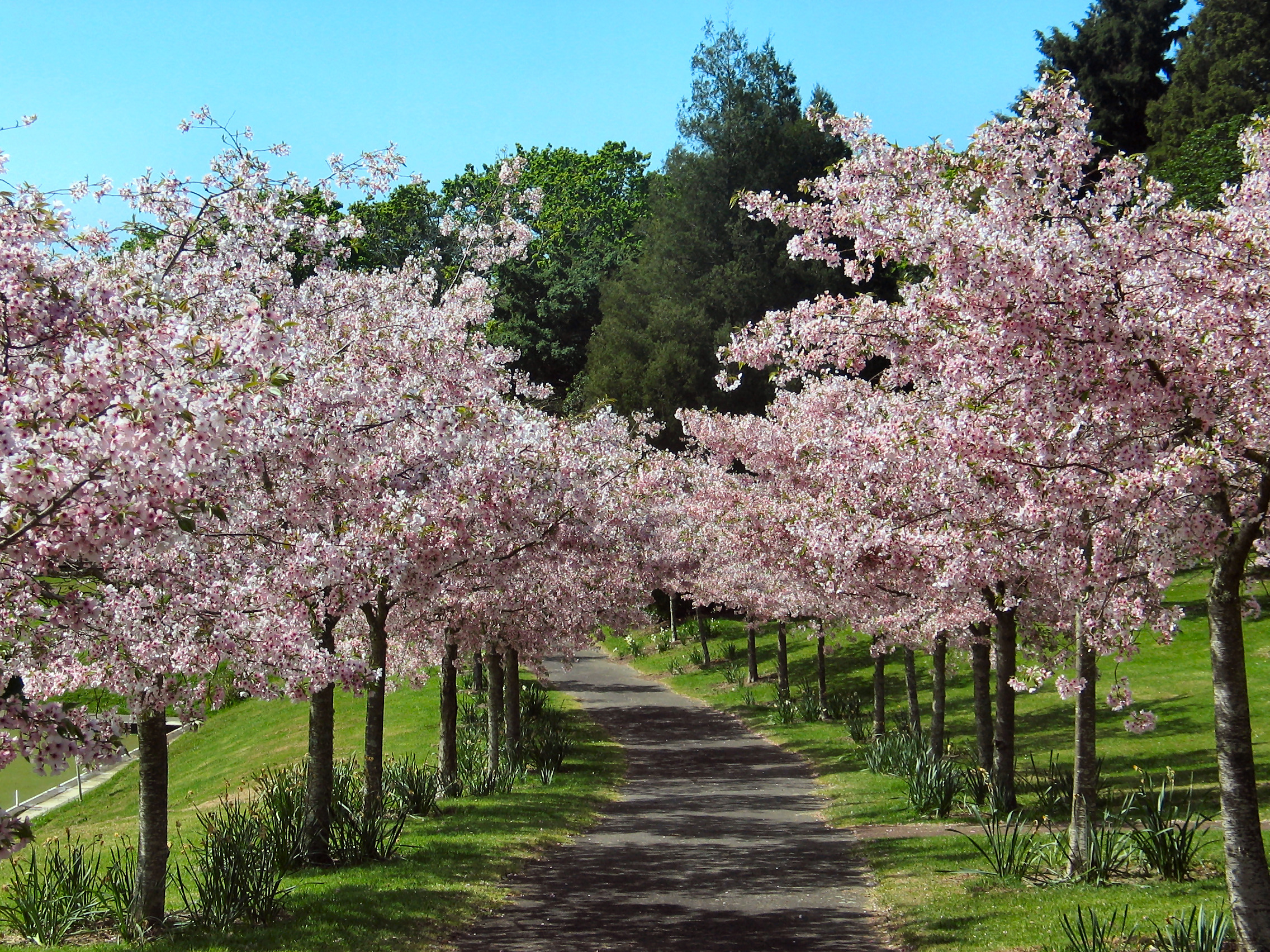
Arboleda de cerezos en Auckland Domain.

El Auckland Domain es uno de los parques más grandes dentro de la ciudad, situado cerca del distrito financiero de Auckland y teniendo una buena vista del Golfo y de la Isla Rangitoto. Otros parques más pequeños cercanos al centro de la ciudad son el Albert Park, Myers Park, Western Park y Victoria Park.
Mientras la mayoría de los conos volcánicos en el campo volcánico de Auckland han sido afectados por las minas y canteras, muchos de los conos restantes están ahora localizados dentro de los parques y conservan un carácter algo más natural que los alrededores de la ciudad. Varios parques como Monte Eden, North Head y One Tree Hill (Maungakiekie) tienen relación con tiempos prehistóricos y fortificaciones históricas.
Otros parques alrededor de Auckland se encuentran en Western Springs, donde existe un enorme parque que linda con el Museo de Transporte y Tecnología, y con el Zoo de Auckland. El Jardín Botánico está situado más al sur, en Manurewa.
Los transbordadores proporcionan el transporte a parques y reservas naturales en Devonport, Waiheke Island y Rangitoto Island. El Waitakere Ranges Regional Park, al oeste de Auckland, ofrece un territorio natural y virgen de arbustos, al igual que en Hunua Ranges, al sur.

## Educación
Auckland tiene un gran número de importantes instituciones educativas, incluidas algunas de las mayores universidades del país. Auckland también es conocido por ser el centro principal de la educación del idioma extranjero, con grandes números de estudiantes foráneos (especialmente del Este de Asia) llegando a la ciudad por varios meses o años para aprender inglés o estudiar en universidades.

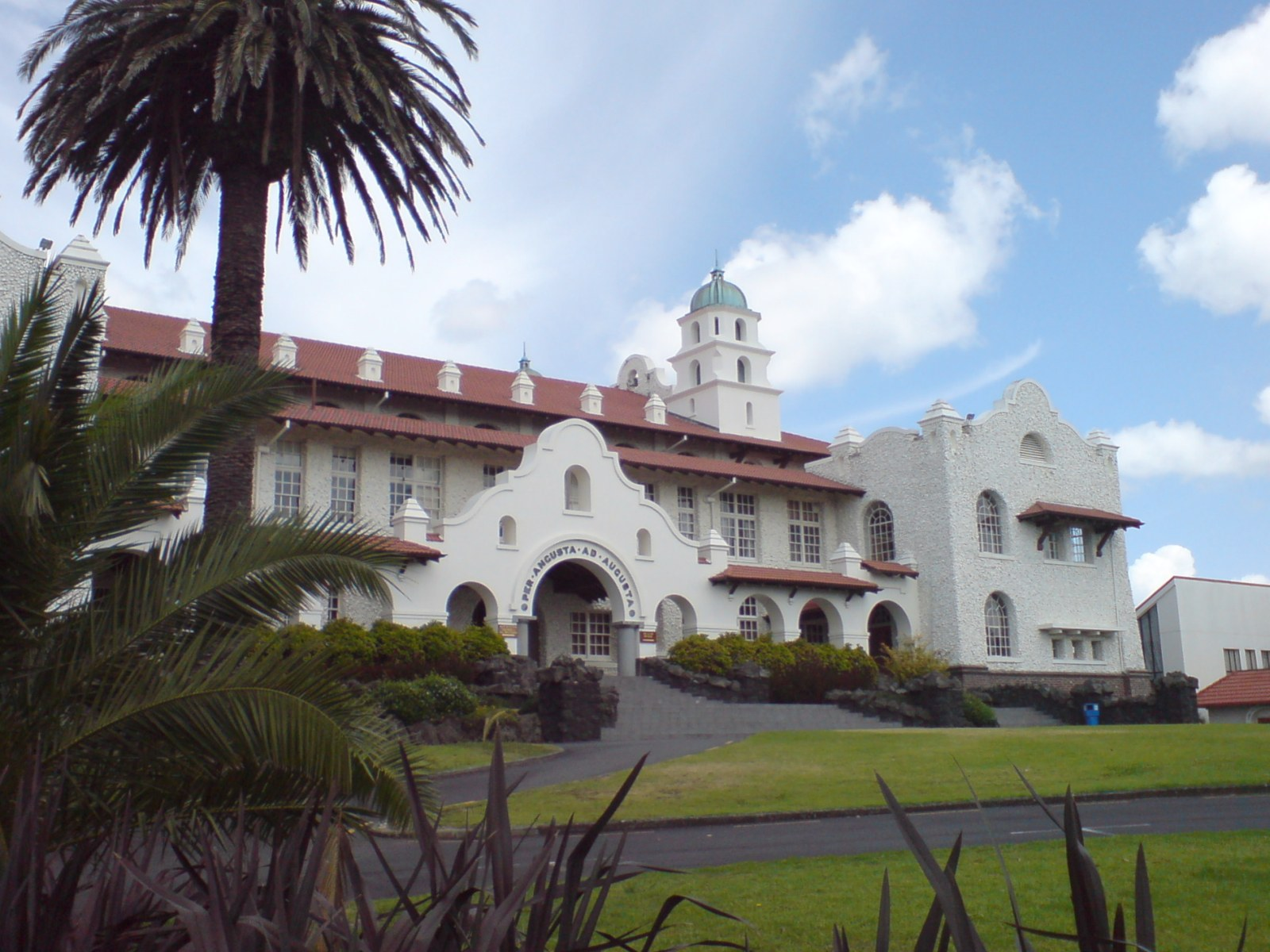
Auckland Grammar School.

En Auckland existen una gran multitud de escuelas de primaria y secundaria, con el Auckland Grammar School (para chicos), Mount Albert Grammar School, Auckland Girls' Grammar School y Epsom Girls' Grammar School, siendo los más conocidos. La ciudad tiene varias escuelas privadas como las exclusivas King's College, Auckland International College y Diocesan School for Girls. Además, en Auckland están los tres mayores institutos por número de estudiantes de jornada completa del país: Rangitoto College, Avondale College y Manurewa High School.
En la educación universitaria destaca la Universidad de Auckland. Fue fundada en 1883 y es miembro del plan educacional Universitas 21. Está formada por diferentes facultades como la de medicina, economía, arte e ingeniería. Cuenta con cuatro campus: uno en la ciudad y el resto en Grafton, Tamaki y North Shore. En total hay matriculados 34 000 estudiantes.
La Universidad de Tecnología de Auckland se encuentra en pleno centro de la ciudad. Fue fundada en 1895 como Auckland Technical School, pero el 1 de enero de 2000 pasó a ser universidad tras la concesión, por parte del Auckland Institute of Technology, de ese estatus. Otros centros docentes notorios son la Universidad de Massey (campus de Albany) y el Instituto de Tecnología de Manukau (campus de Otara), con Unitec New Zealand (campus de Mt Albert), el instituto técnico más grande de Auckland.

## Transporte

### Aeropuerto

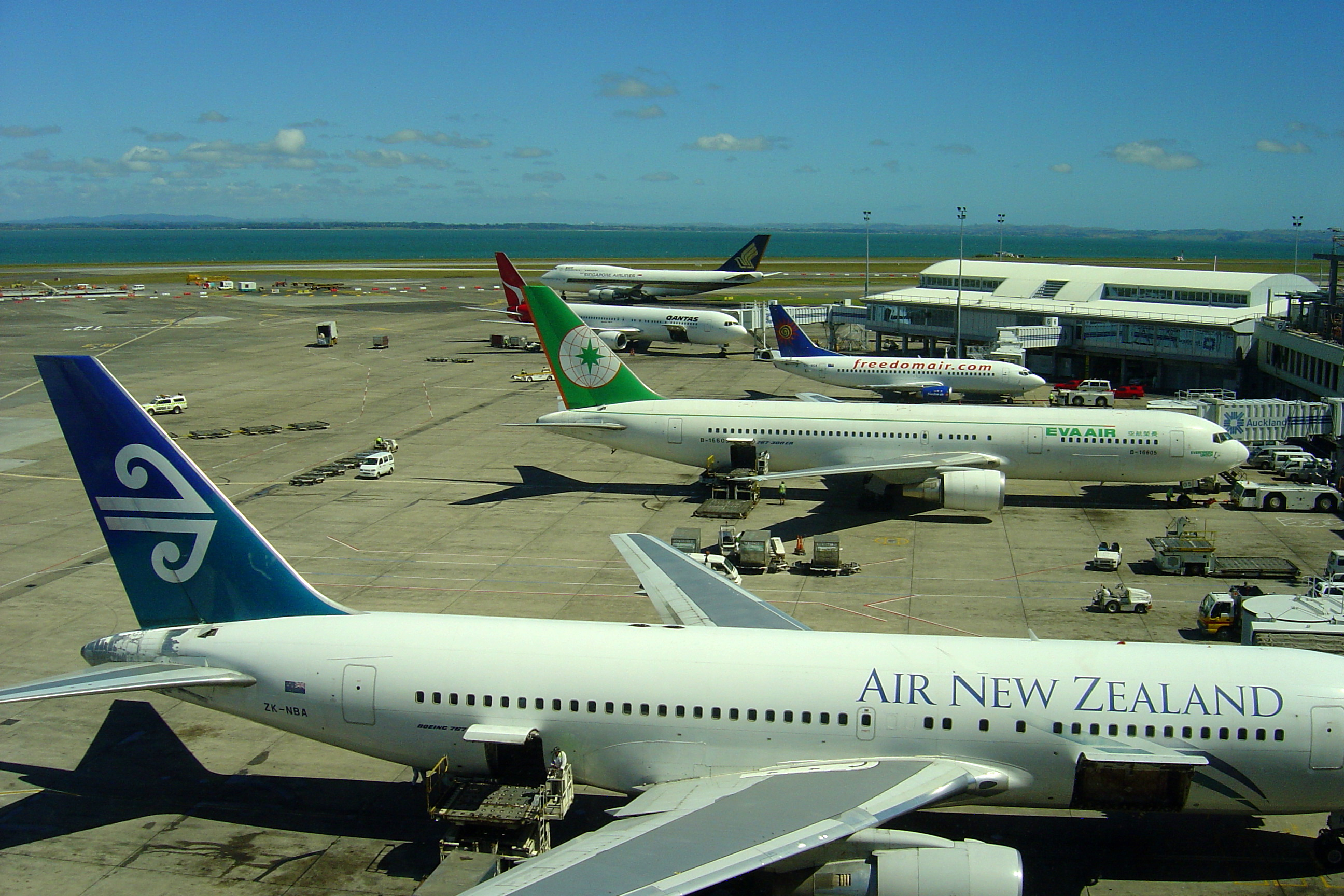
Aeropuerto Internacional de Auckland.

El Aeropuerto Internacional de Auckland es el aeropuerto más grande de Nueva Zelanda, con un tráfico de más de 12 millones de pasajeros al año —cerca de 7 millones en vuelos internacionales y 6 millones en nacionales—, cifra que se espera que se duplique para el año 2025. Está localizado junto al puerto de Manukau, en el barrio de Mangere. Hay negociaciones desde hace mucho tiempo para desarrollar otro aeropuerto en Whenuapai, aprovechando un campo militar fuera del uso al noroeste.
Las principales rutas tienen como destino Australia, Singapur, Hong Kong, Japón, Chile y la costa oeste de los Estados Unidos. En Nueva Zelanda, las conexiones son a Wellington y Christchurch, la ciudad más importante de la isla del sur del país.
Dentro del Aeropuerto Internacional de Auckland las conexiones son buenas, estando las dos terminales nacionales a un kilómetro escaso de la terminal internacional. De todas formas, existe a disposición de los usuarios un autobús que cubre el recorrido gratuitamente.
Otros seis aeródromos conforman el transporte aéreo de Auckland. Se encuentran bordeando la conurbación de Auckland, y la mayoría de ellos cubren el transporte aéreo privado y ligero. Se trata de los pequeños aeropuertos de Ardmore Airport, que se encuentra al sureste de Manurewa, en Manukau, una de las cuatro ciudades que componen el área metropolitana de Auckland. El Great Barrier Aerodrome es un pequeño aeropuerto localizado en el golfo de Hauraki. El tercero es Parakai Aerodrome, que se encuentra al noroeste de Auckland y a 35 minutos del CBD de la ciudad. El cuarto es el aeropuerto militar RNZAF Base Auckland, perteneciente a la Royal New Zealand Air Force y localizado en el puerto de Waitemata. La lista la concluyen el North Shore Aerodrome y el aeropuerto privado Waiheke Island Aerodrome.

### Autobuses

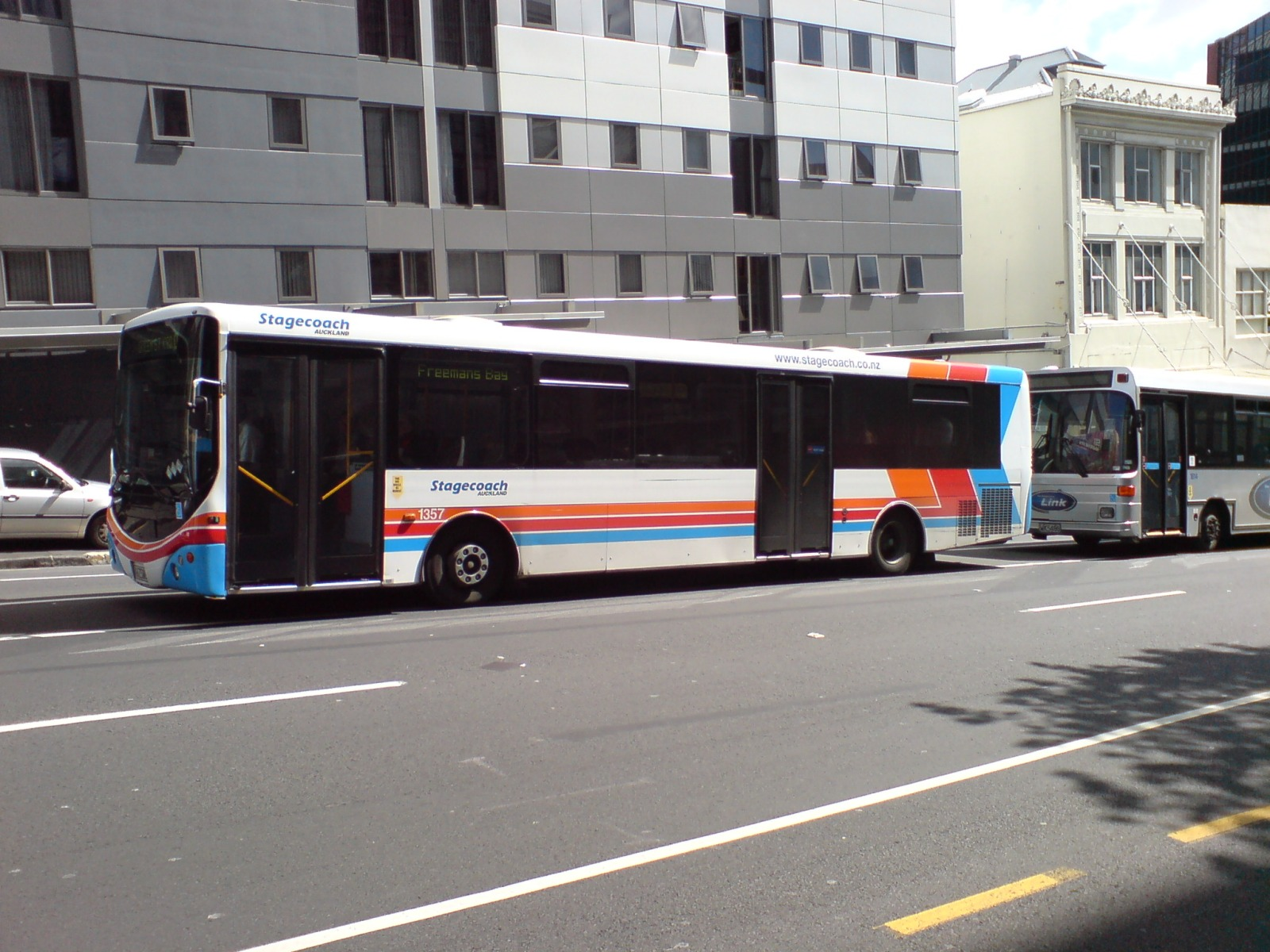
Autobús Stagecoach en Queen Street, Auckland.

La red de autobuses en la región y ciudad de Auckland la cubre la compañía privada Stagecoach New Zealand, actualmente conocida como NZ Bus, aunque siempre bajo la supervisión de MAXX Blue, la empresa de transporte público de Auckland. Las líneas de autobuses son, principalmente, radiales que conectan el CBD de Auckland con los barrios y zonas de la periferia y que salen, la mayor parte, del Britomart Centre.
Los servicios de este medio de transporte urbano han experimentado una importante mejoría en los últimos años, como la implantación de 20 nuevos "Links", los autobuses circulares del centro, en 2007. También han sido introducidos planes de autobuses de tránsito rápido (BRT o Bus Rapid Transit, en los países de habla inglesa) como el Northern Busway —abierto en enero de 2008— o el Central Connector. Sin embargo, los autobuses en Auckland aún siguen manteniendo retrasos con frecuencia y tienen mala imagen por los aucklandeses.
Se pueden obtener billetes combinados para un día como el Auckland Discovery Day Pass o el Auckland Pass, que incluyen viajes en autobuses, trenes y ferris para el North Shore (incluyendo Davenport). Resulta de gran utilidad para el turista la Auckland Busabout Guide, guía de autobuses de la ciudad que puede conseguirse en quioscos y centros de información turística.

### Tren
Auckland solo dispone de un tren de largo recorrido, el Overlander, que cubre el trayecto Auckland-Wellington. Funciona a diario en los meses de verano y en viernes, sábados y domingos durante el período invernal.

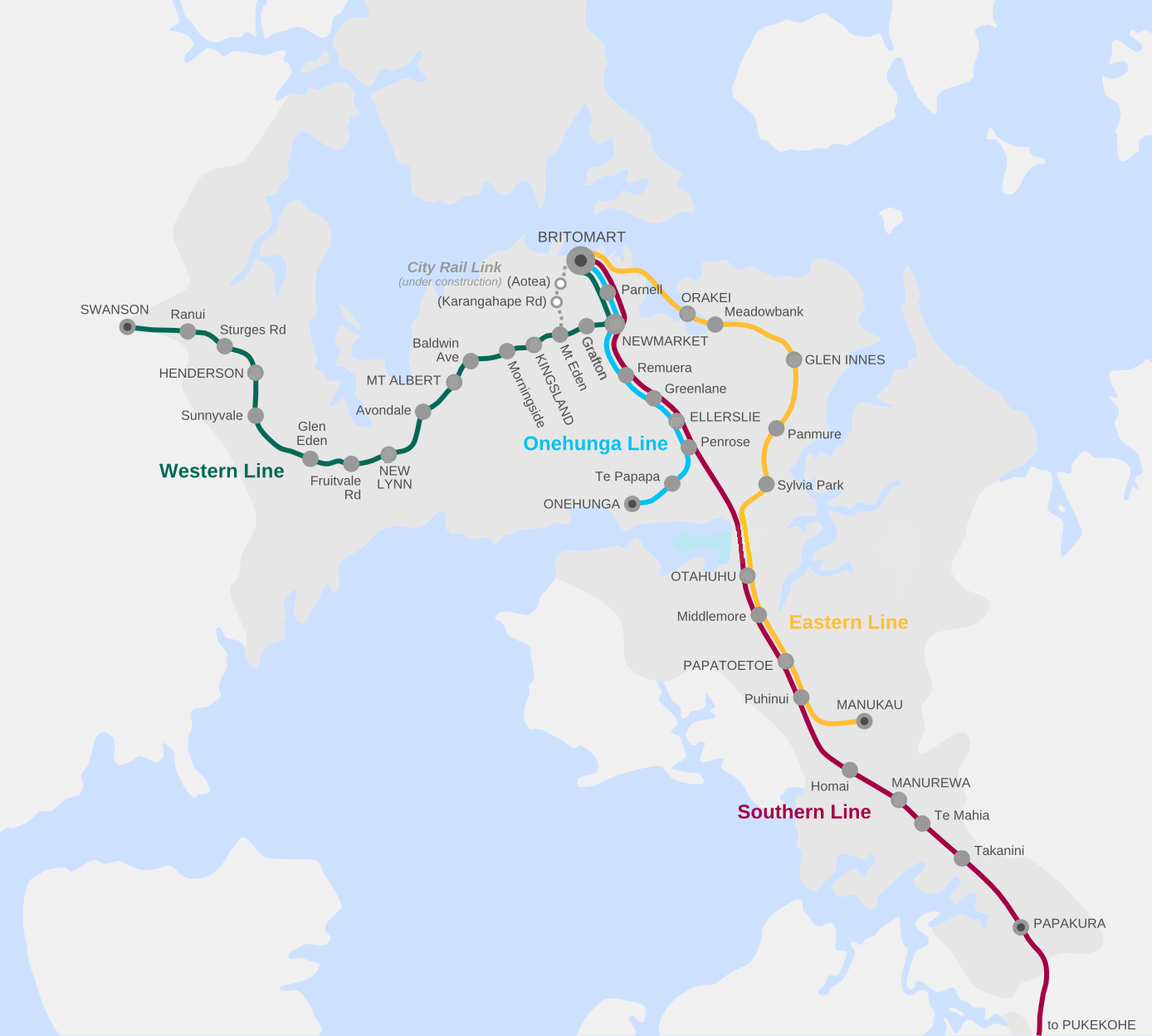
Red ferroviaria de Auckland.

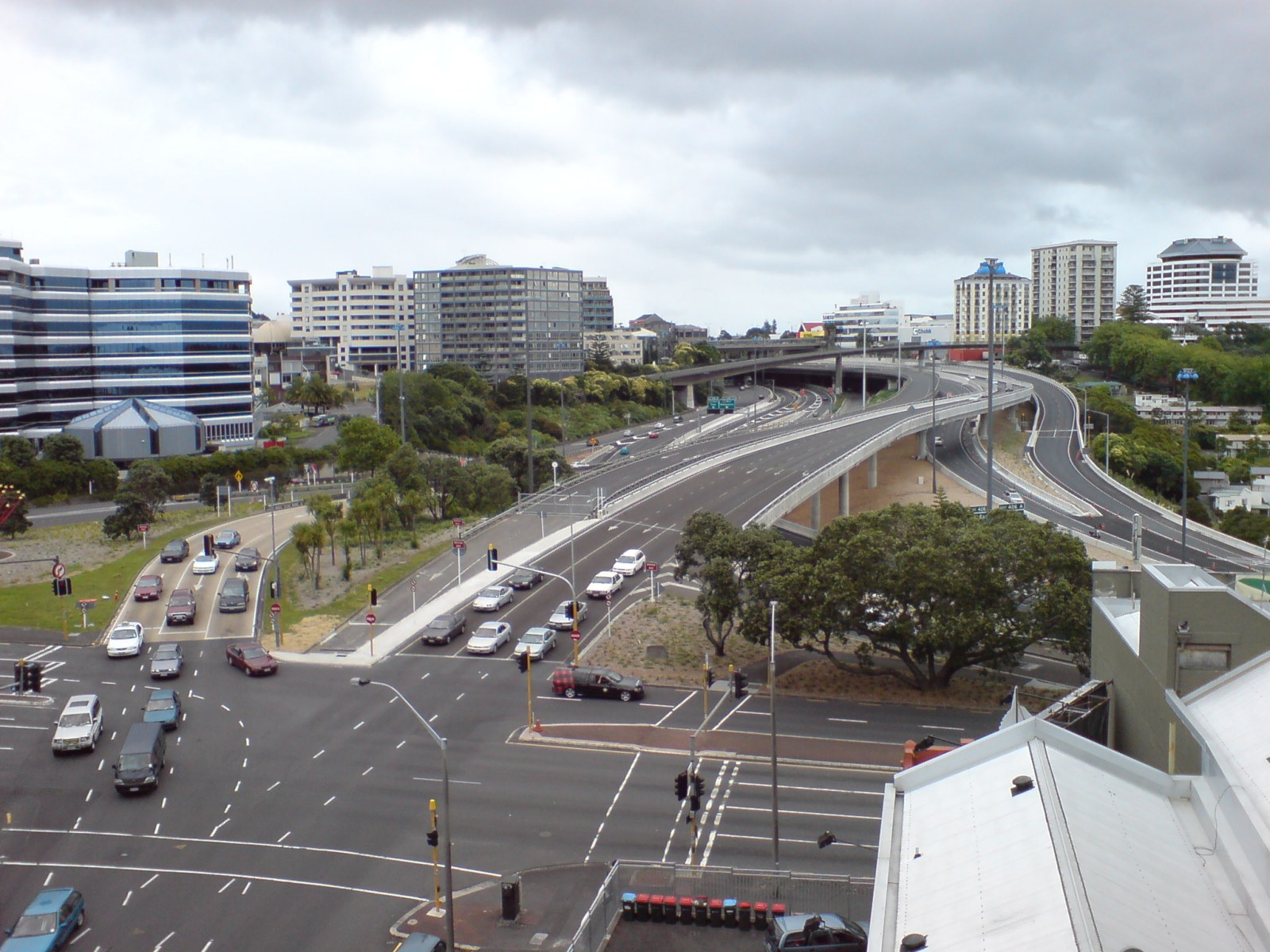
Central Motorway Junction (CMJ), intersección de las autopistas estatales.

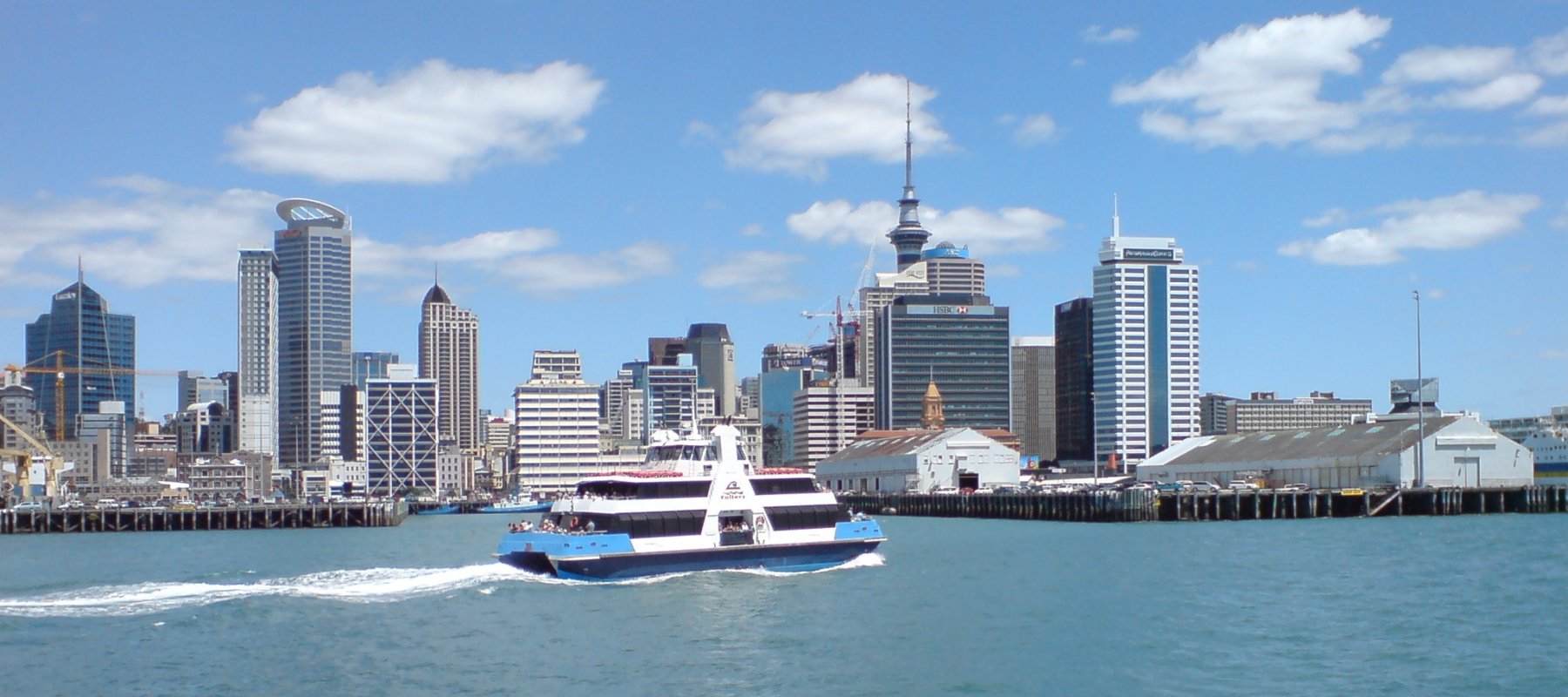
El viaje en ferry es uno de los medios de transporte público más populares de Auckland.

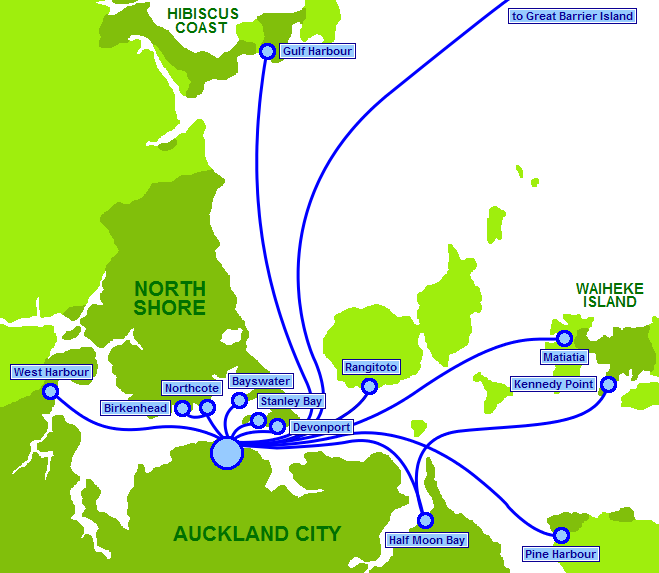
Rutas en ferry desde Auckland.

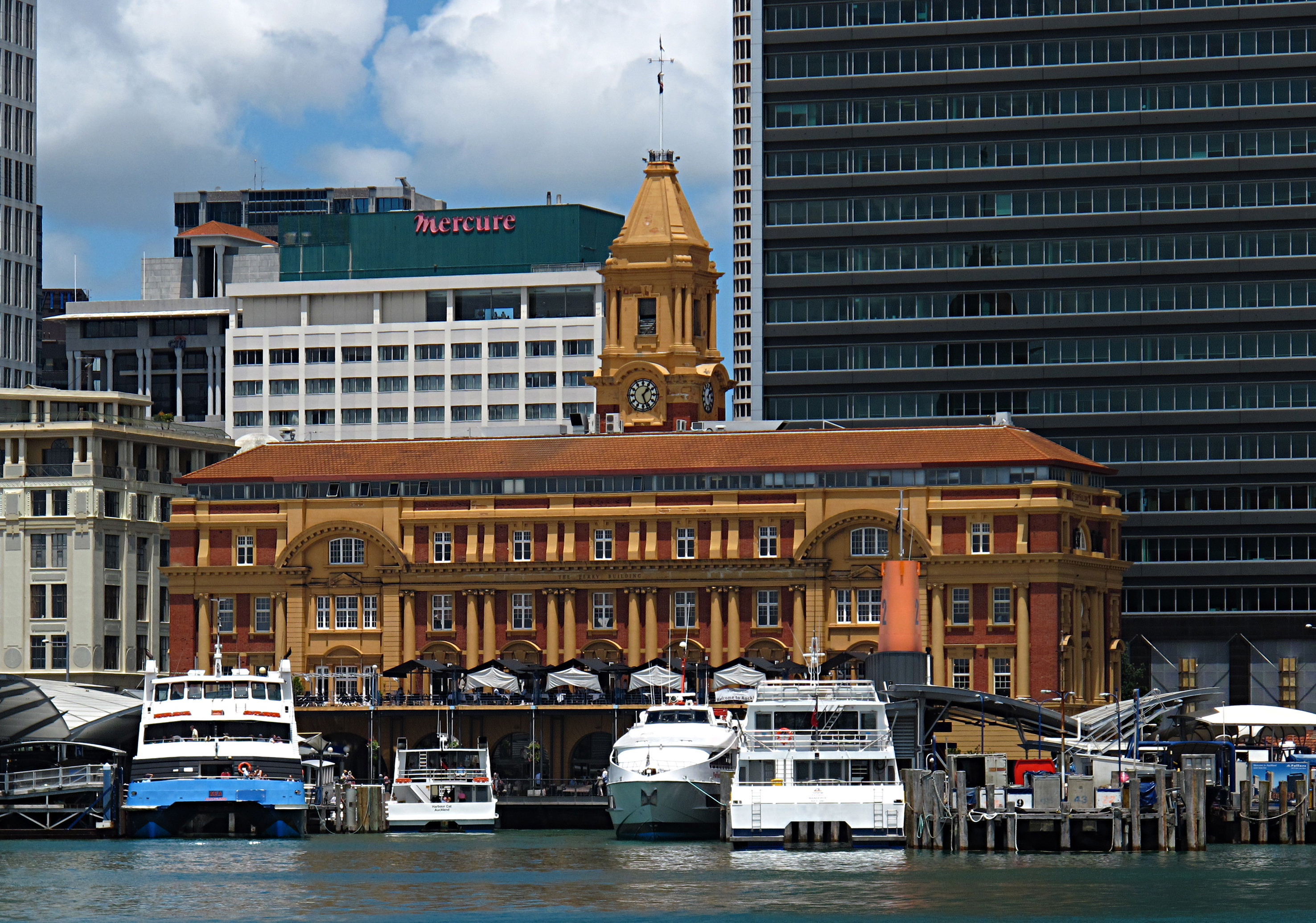
La Terminal de ferry de Auckland.

Existe, además, un pequeño servicio de metro interurbano, el Veolia (anteriormente conocido como Connex Auckland), que es una división de la compañía de trenes más grande de Australasia, Veolia Environnement. Se compone de tres líneas, la occidental, la oriental y la sur, conectando los barrios periféricos con el centro de Auckland. La Eastern line (línea del este) cubre el trayecto Britomart Transport Centre-Papakura vía Orakei. La Southern line (línea del sur) funciona de lunes a viernes y realiza el recorrido Britomart Transport Centre-Papakura vía Newmarket. Por último, la Western Line (línea del oeste) de lunes a viernes (los domingos no se realizan servicios) con el trayecto Britomart-Waitakere.
La estación de trenes de Auckland se encuentra en el Britomart Transport Centre, un bonito edificio que fue sede de la compañía de correos y que ha sido transformado para la unificación de las estaciones de autobuses y trenes.

### Carreteras
En Auckland, la mayoría de las autovías son estatales, siendo fácilmente reconocibles por las siglas «SH» y un número. El sistema numeral de las carreteras está ordenado de menor a mayor por valor de la importancia de las ciudades. Los números más bajos se corresponden a las principales vías entre ciudades —la SH1, Auckland-Wellington— y los números más altos indican carreteras secundarias que unen localidades menores —la SH94 que parte de Te Anau a Milford Sound—. El resto de vías son conocidas popularmente como «carreteras B», por las poblaciones que conecta y por la calidad de sus asfaltos —cuando no son de gravilla—.
La red de autopistas estatales neozelandesa conecta las ciudades situadas en el área urbana con la ciudad a través de las autopistas del norte, sur, noroeste y suroeste.
El Auckland Harbour Bridge —autopista del norte— es el principal nexo de unión entre Auckland y North Shore City, siendo también uno de los puntos conflictivos debido a sus frecuentes congestiones de tráfico. La Central Motorway Junction, también conocida popularmente como 'Spaghetti Junction' por su complejidad, es la intersección de las dos autopistas fundamentales de Auckland, la estatal 1 y la 16, así como de las zonas periféricas de la ciudad. Las dos vías arteriales más largas dentro del Gran Auckland son Great North Road —gran carretera del norte— y Great South Road —la del sur—, que eran las dos principales conexiones entre ambas direcciones antes de la implantación de la red estatal de autopistas.

#### Tráfico
Auckland siempre tuvo problemas de tráfico. Poco después de la construcción del Auckland Harbour Bridge, hubo que añadir cuatro carriles, dos en cada lado, ya que no era capaz de soportar el tráfico existente.
En julio de 2003 se inauguró el Centro de Transporte Britomart. En marzo de 2004 el alcalde John Banks anunció la construcción del corredor de transporte del este, que incluía la construcción de una nueva autopista. Sin embargo la enorme oposición al proyecto (con un coste de 4000 millones de dólares neozelandeses) hizo que la construcción de la autopista finalmente se abandonara.

### Marítimo
El transporte marítimo juega un papel fundamental en la vida y economía de Auckland. La ciudad es un importante punto de escala para cruceros, llegando en la época estival de 2003 y 2004 19 cruceros que hicieron 33 visitas, trayendo consigo unos 55 000 visitantes a la ciudad. En la época de turismo invernal, Auckland recibió 20 barcos que visitaron la ciudad en 35 ocasiones.

#### Ferry
El servicio de ferris es gestionado por Fullers y salen desde la terminal de Quay Street. Las rutas de los transbordadores suelen ser locales, especialmente a zonas de la periferia como Devonport, Bayswater, Birkenhead y Stanley Bay. Sin embargo, también existen conexiones con otros puntos geográficos de la zona como al golfo de Hauraki, particularmente a las islas Great Barrier y Waiheke. Los servicios son de lunes a jueves y el precio del billete varía en función del petróleo. Además, el transbordador Interislander cruza el estrecho de Cook diariamente en varias ocasiones al día.
El operador Fullers reveló en un estudio que transportó a 4,2 millones de viajeros al año en 42 010 viajes, en una media de 100 pasajeros por trayecto.
La principal estación de ferry se encuentra en pleno centro del distrito financiero de Auckland, en Queen Street y junto a la estación de trenes y autobuses Britomart Transport Centre. No obstante, también hay terminales en los barrios periféricos de Devonport, Stanley Bay, Bayswater, Northcote Point, Birkenhead y Half Moon Bay, así como en las islas del golfo de Hauraki. Pese a ello, la Auckland Regional Transport Network (ARTNL), que se encarga de la construcción de terminales para los pasajeros, invirtió entre 2005 y 2006 cerca de 20 millones de dólares neozelandeses para la reforma de estas terminales y de los problemas de aparcamiento de las mismas.

## Patrimonio
La siguiente es una lista de atracciones turísticas y puntos de referencia del área metropolitana de Auckland:

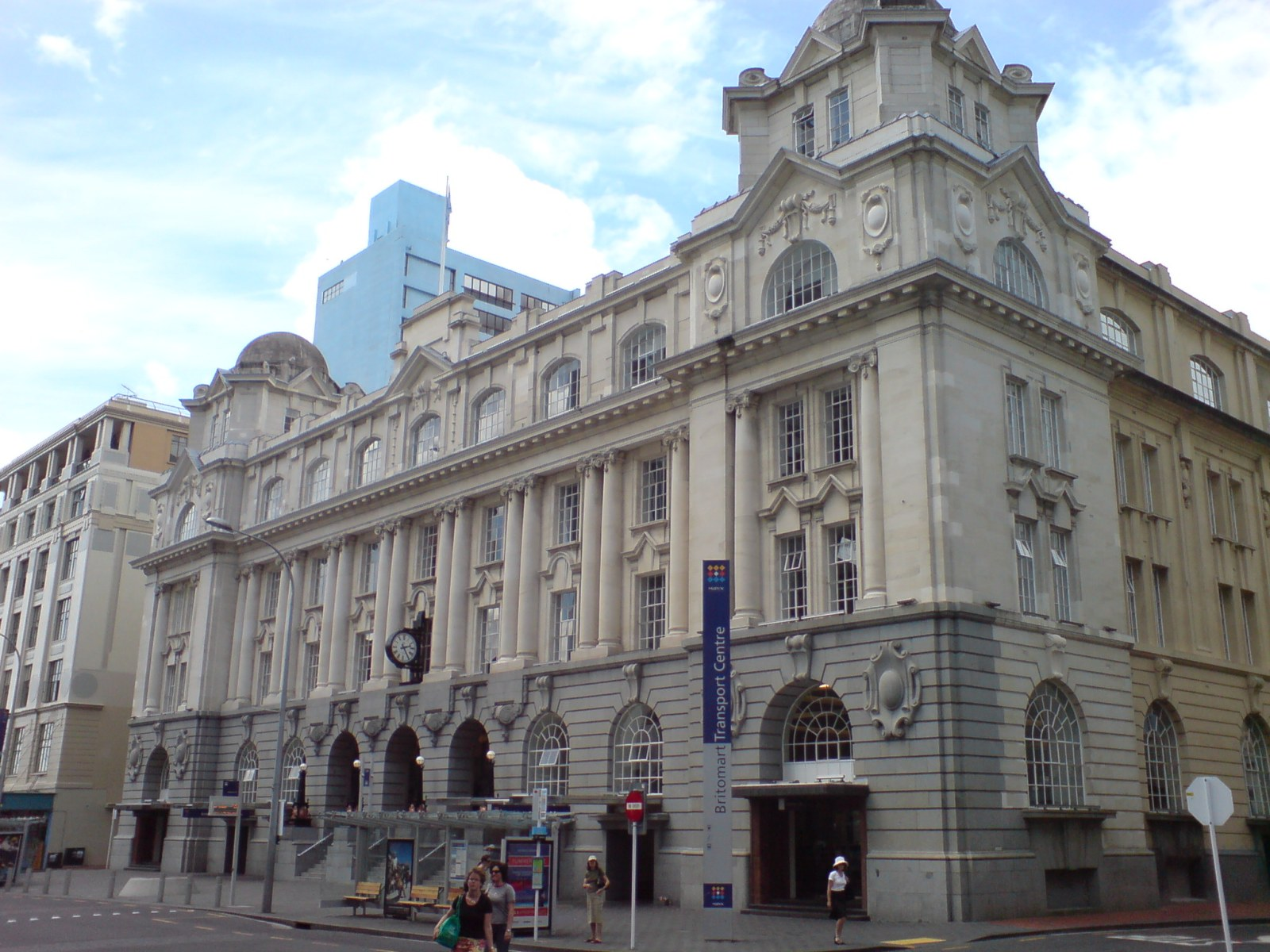
Britomart Transport Centre, la estación de trenes de Auckland.

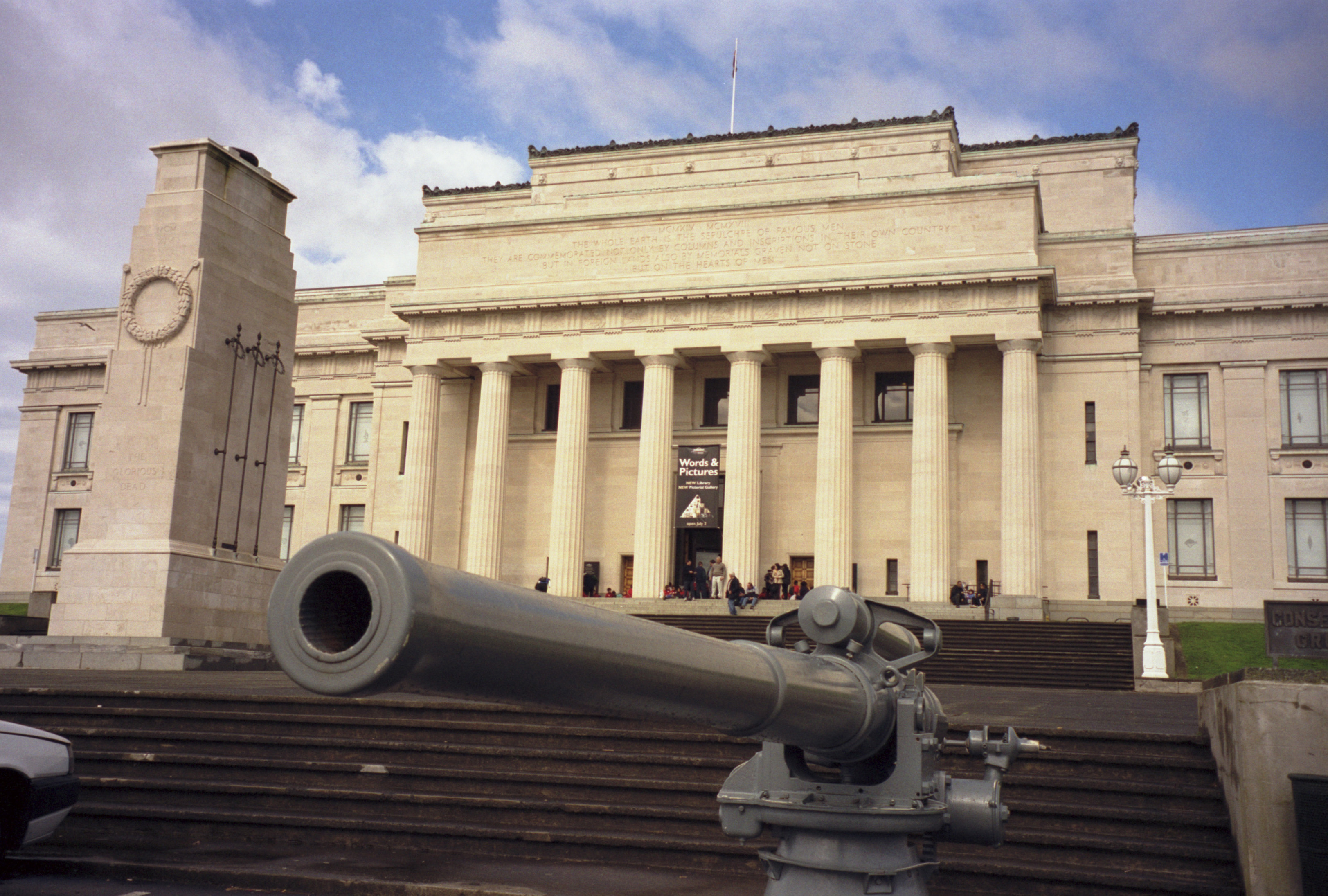
Auckland War Memorial Museum.

- Auckland Civic Theatre: famoso teatro con aforo para 2378 personas, situado en el centro de la ciudad.
- Harbour Bridge: el puente que conecta Auckland y North Shore, todo un símbolo de Auckland.
- Auckland Town Hall: histórico edificio utilizado tanto para funciones administrativas como para conciertos.
- Auckland War Memorial Museum: museo multi-exposición localizado en el Auckland Domain, conocido por su impresionante estilo neoclásico.
- Aotea Square: es una gran área pública pavimentada considerada como el centro de la ciudad de Auckland, es a menudo sitio de mercados de artesanía, reuniones o festivales de artes.
- Britomart Transport Centre: es el distrito financiero del transporte público localizado en el histórico edificio Edwardian.
- Eden Park: estadio deportivo principal de Auckland, donde frecuentemente juegan sus partidos los All Blacks de rugby y los Black Caps de críquet.
- Karangahape Road: conocida como "K' Road", es una calle de Auckland famosa por sus bares, clubs y pequeñas tiendas, siendo además una zona roja.
- Kelly Tarlton's Underwater World: conocido acuario en el este del suburbio de Mission Bay.
- MOTAT: Museo de Transporte y Tecnología de Auckland, en Western Springs.
- Queen Street: la calle principal de la ciudad. Es uno de los principales reclamos turísticos ya que en ella se encuentran los edificios históricos más importantes, además de teatros, cines, galerías de arte, bancos y centros públicos, como la estación de transbordador.
- Sky Tower: el elemento más significativo de la ciudad. Es la torre más alta de todo el Hemisferio Sur con sus 328 metros de altura, por lo que sus excelentes vistas panorámicas son toda una atracción entre los visitantes. Sus obras comenzaron en 1994, finalizando en 1997 y es la difusora de la señal de televisión y radio. Recibe a 700 000 visitantes al año, convirtiéndose en la atracción más visitada de Auckland.[26]
- Viaduct Basin: antiguamente era un puerto comercial, pero ahora es una zona de lujosos apartamentos, oficinas y restaurantes.

## Ciudades hermanadas
Auckland posee acuerdos de hermanamiento de ciudades con nueve ciudades. Se trata de las siguientes:
- Brisbane, Australia
- Sídney, Australia
- Toronto, Canadá
- Busán, Corea del Sur
- Fukuoka, Japón
- Cantón, China
- Los Ángeles, Estados Unidos
- Concepción, Chile
- Huancayo, Perú

Además, posee un "acuerdo de amistad" con las ciudades japonesas de Shinagawa y Tomioka, y una alianza estratégica con la ciudad alemana de Hamburgo.
- Shinagawa, Japón.
- Tomioka, Japón.
- Hamburgo, Alemania.

| Predecesor: Sídney    | Ciudad de la Mancomunidad 1950 | Sucesor: Vancouver |
| Predecesor: Edimburgo | Ciudad de la Mancomunidad 1990 | Sucesor: Victoria  |